# Oxydia extranea
Oxydia extranea là một loài bướm đêm trong họ Geometridae.